# TV Globo
TV Globo je brazilska televizijska postaja. Osnovao ju je poduzetnik Roberto Marinho 26. travnja 1965. koji je s njom upravljao sve do svoje smrti 26. veljače 2003. U vlasništvu je tvrtke "Grupo Globo". 
Sa 107 stanica, u svojim i drugim predstavništvima, predstavlja drugu najveću nacionalnu televizijsku mrežu na svijetu iza ABC-a, a signal postaje dostiže do 99,9 % općina u Brazilu. Sjedište mreže je u Rio de Janeirou, dok se centri za snimanje nalaze u São Paulou.
Najpoznatiji su po telenovelama, a distribuiraju i mini-serije, dramske serije, TV filmove, dokumentarne filmove, humorističke serije, reality showove i program za djecu i mlade.

## Vanjske poveznice
- Službena stranica